# Otho coomani
Otho coomani – gatunek chrząszcza z rodziny goleńczykowatych i podrodziny Melasinae.

## Taksonomia
Gatunek ten opisany został po raz pierwszy w 1924 roku przez Edmonda Jean-Baptiste’a Fleutiaux.

## Morfologia
Chrząszcz o prawie walcowatym, wydłużonym, zwężającym się ku tyłowi ciele długości od 5 do 8 mm i szerokości od 1,75 do 2,5 mm. Ubarwienie ma jednolicie ciemnobrązowe do czarnego, tylko stopy są jaśniej brązowe. Wierzch i spód ciała porastają bardzo krótkie, rozproszone, położone szczecinki białej barwy. Niemal kulista głowa ma wypukłe czoło z pośrodkowym żeberkiem ciągnącym się od rejonu czołowo-nadustkowego po ciemię. Powierzchnia głowy jest bardzo gęsto punktowana, błyszcząca. Szerokość rejonu czołowo-nadustkowego jest większa od dwukrotności rozstawu panewek czułkowych, a jego przednia krawędź jest lekko trójpłatowa. Przysadziste żuwaczki mają gęsto punktowaną i pomarszczoną powierzchnię oraz zaopatrzone są w dwa zęby każda. Czułki samca są krótkie i nie sięgają do tylnych kątów przedplecza; człony od czwartego do jedenastego są grzebieniaste. Przedplecze jest mniej więcej tak długie jak szerokie; boki ma łukowato wygięte, kąty tylne ostre, a podstawę falistą i bardzo słabo kilowatą. Powierzchnia jego jest gęsto punktowana do pomarszczonej, pośrodku wypukła z podłużnym rowkiem sięgającym od nasady do połowy jego długości. Podgięcia przedplecza pozbawione są rowków na czułki. Kształt błyszczącej tarczki to pociągły prawie trójkąt z zaokrąglonym tylnym wierzchołkiem. Pokrywy mają silnie zaznaczone rzędy i gęsto punktowane międzyrzędy. Odnóża środkowej i tylnej pary mają pierwszy człon stopy tak długi jak pozostałe jej człony razem wzięte. Episternity zatułowia są rozszerzone ku wierzchołkom i częściowo zasłonięte. Edeagus samca jest spłaszczony grzbietobrzusznie i zaopatrzony w rozszerzone u szczytu flagellum.

## Ekologia i występowanie
Owad orientalny, rzadko spotykany, związany ze strefą lasów północnych Indochin. Podawany z Wietnamu i północno-wschodniego Laosu. Zasiedla tropikalne, liściaste lasy górskie oraz częściowo wiecznie zielone lasy nizinne.